# فهرست شهرهای مراکش
| رتبه | نام                   | نام به عربی                  | جمعیت ۱۹۸۲ | جمعیت ۱۹۹۴ | جمعیت ۲۰۰۴ | تخمین ۲۰۰۸ | استان               |
| ---- | --------------------- | ---------------------------- | ---------- | ---------- | ---------- | ---------- | ------------------- |
| ۱.   | کازابلانکا            | (به عربی: الدار البیضاء)     | ۲٫۱۳۹٫۲۰۴  | ۲٫۷۱۷٫۱۲۵  | ۲٫۹۳۳٫۶۸۴  | ۳٫۲۳۹٫۵۸۵  | کازابلانکای بزرگ    |
| ۲.   | رباط                  | (به عربی: الرباط)            | ۸۹۳٫۰۴۲    | ۱٫۳۴۰٫۴۸۶  | ۱٫۶۲۲٫۸۶۰  | ۱٫۷۵۴٫۴۲۵  | رباط سلا زمور زعیر  |
| ۳.   | فاس                   | (به عربی: فاس)               | ۴۴۸٫۸۲۳    | ۷۷۲٫۱۸۴    | ۹۴۶٫۸۱۵    | ۱٫۰۰۸٫۷۸۲  | فاس بولمان          |
| ۴.   | مراکش                 | (به عربی: مراکش)             | ۴۳۹٫۷۲۸    | ۶۶۹٫۰۴۳    | ۸۲۳٫۱۵۴    | ۸۸۷٫۱۹۲    | مراکش تانسیفت الحوز |
| ۵.   | اگادیر                | (به عربی: أکادیر)            | ۱۱۰٫۴۷۹    | ۵۰۲٫۴۷۵    | ۶۷۸٫۵۹۶    | ۷۴۲٫۱۳۰    | سوس ماسه درعه       |
| ۶.   | طنجه                  | (به عربی: طنجة)              | ۲۶۶٫۳۴۶    | ۴۹۷٫۱۴۷    | ۶۶۹٫۶۸۵    | ۷۳۰٫۸۴۹    | طنجه تطوان          |
| ۷.   | مکناس                 | (به عربی: مکناس)             | ۳۱۹٫۷۸۳    | ۴۴۳٫۲۱۴    | ۵۳۶٫۲۳۲    | ۵۷۶٫۱۵۲    | مکناس تافیلالت      |
| ۸.   | وجده                  | (به عربی: وجدة)              | ۲۶۰٫۰۸۲    | ۳۵۷٫۲۷۸    | ۴۰۰٫۷۳۸    | ۴۱۹٫۱۵۴    | الجهه الشرقیه       |
| ۹.   | قنیطره                | (به عربی: القنیطرة)          | ۱۸۸٫۱۹۴    | ۲۹۲٫۴۵۳    | ۳۵۹٫۱۴۲    | ۳۸۸٫۳۷۵    | غرب شرارده بنی حسین |
| ۱۰.  | تطوان                 | (به عربی: تطوان)             | ۱۹۹٫۶۱۵    | ۲۷۷٫۵۱۶    | ۳۲۰٫۵۳۹    | ۳۴۱٫۶۸۹    | طنجه تطوان          |
| ۱۱.  | اسفی                  | (به عربی: آسفی)              | ۱۹۷٫۳۰۹    | ۲۶۲٫۲۷۶    | ۲۸۴٫۷۵۰    | ۲۹۸٫۳۶۱    | دکاله عبده          |
| ۱۲.  | محمدیه                | (به عربی: محمدیة)            | ۱۰۵٫۱۲۰    | ۱۷۰٫۰۶۳    | ۱۸۸٫۶۱۹    | ۱۹۹٫۶۳۴    | کازابلانکای بزرگ    |
| ۱۳.  | بنی‌ملال               | (به عربی: بنی ملال)          | ۹۵٫۰۰۳     | ۱۴۰٫۲۱۲    | ۱۶۳٫۲۸۶    | ۱۷۶٫۲۳۸    | تادله ازیلال        |
| ۱۴.  | خریبکه                | (به عربی: خریبکة)            | ۱۲۷٫۱۸۱    | ۱۵۲٫۰۹۰    | ۱۶۶٫۳۹۷    | ۱۷۱٫۶۱۹    | شاویه وردیغه        |
| ۱۵.  | الجدیده               | (به عربی: الجدیدة)           | ۸۱٫۴۵۵     | ۱۱۹٫۰۸۳    | ۱۴۴٫۴۴۰    | ۱۵۷٫۴۲۷    | دکاله عبده          |
| ۱۶.  | تازه                  | (به عربی: تازة)              | ۷۷٫۲۱۶     | ۱۲۰٫۹۷۱    | ۱۳۹٫۶۸۶    | ۱۴۸٫۶۳۷    | تازه الحسیمه تاونات |
| ۱۷.  | ناظور                 | (به عربی: الناضور)           | ۶۲٫۰۴۰     | ۱۱۲٫۴۵۰    | ۱۲۶٫۲۰۷    | ۱۳۹٫۰۴۲    | الجهه الشرقیه       |
| ۱۸.  | سطات                  | (به عربی: سطات)              | ۶۵٫۲۰۳     | ۹۶٫۲۱۷     | ۱۱۶٫۵۷۰    | ۱۲۷٫۰۷۶    | شاویه وردیغه        |
| ۱۹.  | عرائش                 | (به عربی: العرائش)           | ۶۳٫۸۹۳     | ۹۰٫۴۰۰     | ۱۰۷٫۳۷۱    | ۱۱۴٫۲۹۷    | طنجه تطوان          |
| ۲۰.  | قصر الکبیر            | (به عربی: القصر الکبیر)      | ۷۳٫۵۴۱     | ۱۰۷٫۰۶۵    | ۱۰۷٫۳۸۰    | ۱۱۲٫۰۶۶    | طنجه تطوان          |
| ۲۱.  | خمیسات                | (به عربی: الخمیسات)          | ۵۸٫۹۲۵     | ۸۸٫۸۳۹     | ۱۰۵٫۰۸۸    | ۱۱۱٫۹۷۱    | رباط سلا زمور زعیر  |
| ۲۲.  | برشید                 | (به عربی: برشید)             | ۲۹٫۷۳۸     | ۵۴٫۷۸۱     | ۸۹٫۸۳۰     | ۱۰۷٫۷۰۴    | شاویه وردیغه        |
| ۲۳.  | کلمیم                 | (به عربی: کلمیم)             | ۳۸٫۱۴۰     | ۷۲٫۵۶۳     | ۹۵٫۷۴۹     | ۱۰۵٫۳۰۱    | کلمیم السماره       |
| ۲۴.  | تاوریرت               | (به عربی: تاوریرت)           | ۳۲٫۶۶۷     | ۵۷٫۹۵۶     | ۸۰٫۰۲۴     | ۹۰٫۵۴۳     | الجهه الشرقیه       |
| ۲۵.  | فقیه بن صالح          | (به عربی: الفقیه بنصالح)     | ۴۷٫۵۴۰     | ۷۴٫۶۹۷     | ۸۲٫۴۴۶     | ۸۹٫۲۰۵     | تادله ازیلال        |
| ۲۶.  | رشیدیه                | (به عربی: الرشیدیة)          | ۲۷٫۰۴۰     | ۶۲٫۵۴۲     | ۷۶٫۷۵۹     | ۸۸٫۷۶۹     | مکناس تافیلالت      |
| ۲۷.  | وادزم                 | (به عربی: وادزم)             | ۵۸٫۷۴۴     | ۷۳٫۹۵۳     | ۸۳٫۹۷۰     | ۸۷٫۸۳۱     | شاویه وردیغه        |
| ۲۸.  | سیدی سلیمان           | (به عربی: سیدی سلیمان)       | ۵۰٫۴۵۷     | ۶۹٫۶۴۵     | ۷۸٫۰۶۰     | ۸۳٫۳۷۹     | غرب شرارده بنی حسین |
| ۲۹.  | برکان                 | (به عربی: برکان)             | ۶۰٫۴۹۰     | ۷۷٫۰۲۶     | ۸۰٫۰۱۲     | ۸۲٫۹۰۱     | الجهه الشرقیه       |
| ۳۰.  | خنیفره                | (به عربی: خنیفرة)            | ۳۸٫۸۴۰     | ۶۰٫۸۳۵     | ۷۲٫۶۷۲     | ۷۷٫۷۷۱     | مکناس تافیلالت      |
| ۳۱.  | سیدی قاسم             | (به عربی: سیدی قاسم)         | ۵۵٫۸۳۳     | ۶۷٫۶۲۲     | ۷۴٫۰۶۲     | ۷۶٫۵۶۱     | غرب شرارده بنی حسین |
| ۳۲.  | تارودانت              | (به عربی: تارودانت)          | ۳۵٫۸۴۸     | ۵۷٫۱۳۶     | ۶۹٫۴۸۹     | ۷۶٫۳۴۲     | سوس ماسه درعه       |
| ۳۳.  | قلعه السراغنه         | (به عربی: قلعة السراغنة)     | ۳۳٫۳۵۳     | ۵۱٫۴۰۴     | ۶۸٫۶۹۴     | ۷۶٫۰۴۵     | مراکش تانسیفت الحوز |
| ۳۴.  | صویره                 | (به عربی: الصویرة)           | ۴۲٫۰۳۵     | ۵۶٫۰۷۴     | ۶۹٫۴۹۳     | ۷۳٫۹۵۷     | مراکش تانسیفت الحوز |
| ۳۵.  | بنجریر                | (به عربی: بنجریر)            | ۲۲٫۳۵۴     | ۴۷٫۰۸۰     | ۶۲٫۸۷۲     | ۷۲٫۸۵۷     | مراکش تانسیفت الحوز |
| ۳۶.  | تیفلت                 | (به عربی: تیفلت)             | ...        | ۴۹٫۹۱۸     | ۶۹٫۶۴۰     | ۶۹٫۹۰۳     | رباط سلا زمور زعیر  |
| ۳۷.  | اولاد تایمه           | (به عربی: اولاد تایمة)       | ...        | ۴۷٫۱۲۶     | ۶۶٫۱۸۳     | ۶۹٫۰۲۶     | سوس ماسه درعه       |
| ۳۸.  | صفرو                  | (به عربی: صفرو)              | ۳۸٫۸۳۳     | ۵۴٫۱۶۳     | ۶۴٫۰۰۶     | ۶۸٫۲۷۲     | فاس بولمان          |
| ۳۹.  | یوسفیه                | (به عربی: الیوسفیة)          | ۴۲٫۱۹۵     | ۶۰٫۴۵۱     | ۶۴٫۵۱۸     | ۶۶٫۷۹۳     | دکاله عبده          |
| ۴۰.  | طانطان                | (به عربی: طانطان)            | ۴۱٫۴۵۱     | ۴۵٫۸۲۱     | ۶۰٫۶۹۸     | ۶۴٫۸۳۲     | کلمیم السماره       |
| ۴۱.  | وزان                  | (به عربی: وزان)              | ۴۰٫۴۸۵     | ۵۲٫۱۶۸     | ۵۷٫۹۷۲     | ۶۰٫۶۳۵     | غرب شرارده بنی حسین |
| ۴۲.  | تزنیت                 | (به عربی: تیزنیت)            | ۲۲٫۹۲۲     | ۴۳٫۰۰۱     | ۵۳٫۶۸۲     | ۵۹٫۵۶۷     | سوس ماسه درعه       |
| ۴۳.  | ورزازات               | (به عربی: ورزازات)           | ۱۷٫۲۲۷     | ۳۹٫۲۰۳     | ۵۶٫۶۱۶     | ۵۹٫۳۵۲     | سوس ماسه درعه       |
| ۴۴.  | جرسیف                 | (به عربی: جرسیف)             | ۱۱٫۳۴۰     | ۴۱٫۹۹۷     | ۵۷٫۳۰۷     | ۵۸٫۴۳۲     | تازه الحسیمه تاونات |
| ۴۵.  | حسیمه                 | (به عربی: الحسیمة)           | ۴۱٫۶۶۲     | ۵۵٫۲۱۶     | ۵۵٫۵۳۷     | ۵۷٫۲۸۱     | تازه الحسیمه تاونات |
| ۴۶.  | فنیدق                 | (به عربی: الفنیدق)           | ...        | ۳۴٫۴۸۶     | ۵۳٫۵۵۹     | ۵۶٫۳۸۲     | طنجه تطوان          |
| ۴۷.  | قلیعه                 | (به عربی: القلیعة)           | ...        | ...        | ۳۸٫۲۲۰     | ۵۳٫۶۱۳     | سوس ماسه درعه       |
| ۴۸.  | سوق السبت اولاد النمه | (به عربی: السبت اولاد النمة) | ...        | ۴۰٫۳۳۹     | ۵۱٫۰۴۹     | ۵۳٫۳۳۶     | تادله ازیلال        |
| ۴۹.  | ازرو                  | (به عربی: أزرو)              | ۳۱٫۴۷۱     | ۴۰٫۸۰۸     | ۴۷٫۵۴۰     | ۵۰٫۴۶۷     | مکناس تافیلالت      |